# Taeyeon/Diskografie
Diese Diskografie ist eine Übersicht über die musikalischen Werke der südkoreanischen Sängerin Taeyeon. Taeyeon ist seit 2007 Mitglied der südkoreanischen Girlgroup Girls’ Generation und startete ihre Solokarriere am 7. Oktober 2015 mit der EP I. Die gleichnamige Single erreichte Platz 1 der südkoreanischen Gaon-Charts und verzeichnete mehr als 2.500.000 Downloads. Stand August 2019 hat Taeyeon mehr als 650.000 Alben in Südkorea verkauft.

## Alben

### Studioalben
| Jahr | Titel Musiklabel                                        | Höchstplatzierung, Gesamtwochen, AuszeichnungChartplatzierungen (Jahr, Titel, Musiklabel, Platzierungen, Wochen, Auszeichnungen, Anmerkungen) | Höchstplatzierung, Gesamtwochen, AuszeichnungChartplatzierungen (Jahr, Titel, Musiklabel, Platzierungen, Wochen, Auszeichnungen, Anmerkungen) | Anmerkungen                                                                                     |
| Jahr | Titel Musiklabel                                        | KR | JP | Anmerkungen                                                                                     |
| ---- | ------------------------------------------------------- | --- | --- | ----------------------------------------------------------------------------------------------- |
| 2017 | My Voice SM Entertainment (Genie Music)                 | KR1 (9 Wo.)KR | JP39 (1 Wo.)JP | Erstveröffentlichung: 28. Februar 2017                                                          |
| 2017 | My Voice: Deluxe Edition SM Entertainment (Genie Music) | KR1 (46 Wo.)KR | — | Erstveröffentlichung: 5. April 2017                                                             |
| 2019 | Purpose SM Entertainment (Dreamus)                      | KR2 (10 Wo.)KR | JP25 (1 Wo.)JP | Erstveröffentlichung: 28. Oktober 2019                                                          |
| 2020 | Purpose (Repackage) SM Entertainment                    | KR2 (9 Wo.)KR | — | Erstveröffentlichung: 15. Januar 2020; mit neuer Single Dear Me und zwei weiteren, neuen Titeln |
| 2022 | INVU SM Entertainment (Dreamus)                         | KR2 (7 Wo.)KR | JP18 (1 Wo.)JP | Erstveröffentlichung: 14. Februar 2022                                                          |

### EPs
| Jahr               | Titel Musiklabel                                               | Höchstplatzierung, Gesamtwochen, AuszeichnungChartplatzierungen (Jahr, Titel, Musiklabel, Platzierungen, Wochen, Auszeichnungen, Anmerkungen) | Höchstplatzierung, Gesamtwochen, AuszeichnungChartplatzierungen (Jahr, Titel, Musiklabel, Platzierungen, Wochen, Auszeichnungen, Anmerkungen) | Anmerkungen                             |
| Jahr               | Titel Musiklabel                                               | KR | JP | Anmerkungen                             |
| ------------------ | -------------------------------------------------------------- | --- | --- | --------------------------------------- |
| Südkoreanische EPs |                                                                | | |                                         |
|                    |                                                                | | |                                         |
| 2015               | I SM Entertainment (Genie Music)                               | KR2 (114 Wo.)KR | JP21 (2 Wo.)JP | Erstveröffentlichung: 7. Oktober 2015   |
| 2016               | Why SM Entertainment (Genie Music)                             | KR1 (49 Wo.)KR | JP30 (2 Wo.)JP | Erstveröffentlichung: 28. Juni 2016     |
| 2017               | This Christmas Winter Is Coming SM Entertainment (Genie Music) | KR2 (4 Wo.)KR | — | Erstveröffentlichung: 12. Dezember 2017 |
| 2018               | Something New SM Entertainment (Dreamus)                       | KR3 (1 Wo.)KR | JP34 (1 Wo.)JP | Erstveröffentlichung: 18. Juni 2018     |
| 2020               | What Do I Call You SM Entertainment                            | KR14 (14 Wo.)KR | — | Erstveröffentlichung: 15. Dezember 2020 |
| 2023               | To. X SM Entertainment                                         | KR2 (4 Wo.)KR | — | Erstveröffentlichung: 27. November 2023 |
| 2024               | Letter to Myself SM Entertainment                              | KR4 (3 Wo.)KR | — | Erstveröffentlichung: 18. November 2024 |
| Japanische EPs     |                                                                | | |                                         |
|                    |                                                                | | |                                         |
| 2019               | Voice Universal Music Japan                                    | — | JP6 (5 Wo.)JP | Erstveröffentlichung: 5. Juni 2019      |
| 2020               | #GirlsSpkOut Universal Music Japan                             | — | JP9 (2 Wo.)JP | Erstveröffentlichung: 18. November 2020 |

## Singles

### Als Leadmusikerin
| Jahr | Titel Album                                                                         | Höchstplatzierung, Gesamtwochen, AuszeichnungChartsChartplatzierungen (Jahr, Titel, Album, Platzierungen, Wochen, Auszeichnungen, Anmerkungen) | Anmerkungen                                                                    |
| Jahr | Titel Album                                                                         | KR | Anmerkungen                                                                    |
| --- | ----------------------------------------------------------------------------------- | --- | ------------------------------------------------------------------------------ |
| Südkoreanische Singles |                                                                                     | |                                                                                |
| |                                                                                     | |                                                                                |
| 2010 | Like a Star (별처럼) –                                                              | KR1 (14 Wo.)KR | Erstveröffentlichung: 17. November 2010 mit The One                            |
| 2011 | Different (달라) –                                                                  | KR2 (7 Wo.)KR | Erstveröffentlichung: 31. Januar 2011 mit Kim Bum-soo                          |
| 2014 | Breath SM the Ballad Vol.2                                                          | KR3 (9 Wo.)KR | Erstveröffentlichung: 13. Februar 2014 mit Jonghyun                            |
| 2015 | I                                                                                   | KR1 (38 Wo.)KR | Erstveröffentlichung: 7. Oktober 2015 Verkäufe: + 2.500.000; feat. Verbal Jint |
| 2016 | Rain SM Station Season 1 a                                                          | KR1 (28 Wo.)KR | Erstveröffentlichung: 3. Februar 2016 Verkäufe: + 2.500.000                    |
| 2016 | Starlight Why                                                                       | KR5 (11 Wo.)KR | Erstveröffentlichung: 25. Juni 2016 feat. Dean                                 |
| 2016 | Why                                                                                 | KR7 (14 Wo.)KR | Erstveröffentlichung: 28. Juni 2016                                            |
| 2016 | 11:11 My Voice a                                                                    | KR2 (28 Wo.)KR | Erstveröffentlichung: 1. November 2016                                         |
| 2017 | Fine My Voice                                                                       | KR1 (19 Wo.)KR | Erstveröffentlichung: 28. Februar 2017                                         |
| 2017 | Make Me Love You My Voice                                                           | KR4 (8 Wo.)KR | Erstveröffentlichung: 5. April 2017                                            |
| 2017 | This Christmas This Christmas Winter Is Coming                                      | KR2 (9 Wo.)KR | Erstveröffentlichung: 12. Dezember 2017                                        |
| 2018 | Something New                                                                       | KR15 (2 Wo.)KR | Erstveröffentlichung: 18. Juni 2018                                            |
| 2018 | Page 0 Station X O                                                                  | KR38 (3 Wo.)KR | Erstveröffentlichung: 10. August 2018 mit MeloMance                            |
| 2019 | Four Seasons (사계) Purpose                                                         | KR1 ×2Platin (Download) + Doppelplatin (Streaming) · (62 Wo.)KR                                                                                | Erstveröffentlichung: 24. März 2019 Verkäufe: + 2.500.000                      |
| 2019 | A Train to Chuncheon (춘천가는 기차) Monthly Project 2019 Yoon Jong Shin "Hello 30" | KR162 (1 Wo.)KR | Erstveröffentlichung: 21. Mai 2019 mit Yoon Jong-shin                          |
| 2019 | Spark (불티) Purpose                                                                | KR2 (33 Wo.)KR | Erstveröffentlichung: 28. Oktober 2019                                         |
| 2020 | Dear Me (내게 들려주고 싶은 말) Purpose                                             | KR20 (11 Wo.)KR | Erstveröffentlichung: 15. Januar 2020                                          |
| 2020 | Happy –                                                                             | KR4 (21 Wo.)KR | Erstveröffentlichung: 4. Mai 2020                                              |
| 2020 | Let Me Go (놓아줘) With Her                                                         | KR8 (19 Wo.)KR | Erstveröffentlichung: 20. Oktober 2020 mit Crush                               |
| 2020 | My Love (Duet Version) My Love                                                      | KR86 (5 Wo.)KR | Erstveröffentlichung: 5. November 2020 mit Lee Seung-chul                      |
| 2020 | What Do I Call You                                                                  | KR14 (22 Wo.)KR | Erstveröffentlichung: 15. Dezember 2020                                        |
| 2021 | Weekend INVU                                                                        | KR4 Platin (Streaming) · (73 Wo.)KR | Erstveröffentlichung: 6. Juli 2021                                             |
| 2022 | Can’t Control Myself INVU                                                           | KR8 (15 Wo.)KR | Erstveröffentlichung: 17. Januar 2022                                          |
| 2022 | INVU                                                                                | KR1 Platin (Streaming) · (49 Wo.)KR | Erstveröffentlichung: 14. Februar 2022                                         |
| 2023 | Night Into Days (혼자서 걸어요) Naul <Ballad Pop City>                              | KR42 (7 Wo.)KR | Erstveröffentlichung: 2023 produziert von Naul                                 |
| 2023 | To. X                                                                               | KR3 (… Wo.)KR | Erstveröffentlichung: 27. November 2023                                        |
| 2024 | Heaven –                                                                            | KR47 (2 Wo.)KR | Erstveröffentlichung: 8. Juli 2024                                             |
| 2024 | I’m Not the Only One (Korean version) Letter to Myself                              | KR139 (2 Wo.)KR | Erstveröffentlichung: 31. August 2024 mit Sam Smith                            |
| 2024 | Letter to Myself                                                                    | KR22 (7 Wo.)KR | Erstveröffentlichung: 18. November 2024                                        |
| Japanische Singles |                                                                                     | |                                                                                |
| |                                                                                     | |                                                                                |
| 2018 | Stay –                                                                              | — | Erstveröffentlichung: 30. Juni 2018                                            |
| 2019 | Voice                                                                               | — | Erstveröffentlichung: 13. Mai 2019                                             |
| 2019 | I Do #GirlsSpkOut                                                                   | — | Erstveröffentlichung: 7. Oktober 2019                                          |
| 2020 | #GirlsSpkOut                                                                        | — | Erstveröffentlichung: 2020 feat. Chanmina                                      |
| Folgende Lieder erschienen nicht als Single, wurden aber durch das Album zum Download und Streaming bereitgestellt und konnten somit eine Platzierung erlangen: |                                                                                     | |                                                                                |
| |                                                                                     | |                                                                                |
| 2014 | Set Me Free SM the Ballad Vol. 2                                                    | KR18 (2 Wo.)KR | Charteinstieg: 21. Februar 2014                                                |
| 2014 | Colorful (컬러풀) –                                                                 | — | Erstveröffentlichung: 2014                                                     |
| 2015 | U R I                                                                               | KR3 (8 Wo.)KR | Charteinstieg: 16. Oktober 2015                                                |
| 2015 | Gemini (쌍둥이자리) I                                                               | KR9 (4 Wo.)KR | Charteinstieg: 16. Oktober 2015                                                |
| 2015 | Farewell (먼저 말해줘) I                                                            | KR12 (3 Wo.)KR | Charteinstieg: 16. Oktober 2015                                                |
| 2015 | Stress (스트레스) I                                                                 | KR14 (3 Wo.)KR | Charteinstieg: 16. Oktober 2015                                                |
| 2016 | Secret (비밀) SM Station Season 1                                                   | KR17 (3 Wo.)KR | Charteinstieg: 1. Juli 2016                                                    |
| 2016 | Hands on Me Why                                                                     | KR58 (1 Wo.)KR | Charteinstieg: 1. Juli 2016                                                    |
| 2016 | Night Why                                                                           | KR68 (1 Wo.)KR | Charteinstieg: 1. Juli 2016                                                    |
| 2016 | Fashion Why                                                                         | KR72 (1 Wo.)KR | Charteinstieg: 1. Juli 2016                                                    |
| 2016 | Good Thing Why                                                                      | KR77 (1 Wo.)KR | Charteinstieg: 1. Juli 2016                                                    |
| 2016 | Up & Down (feat. Hyoyeon) Why                                                       | KR84 (1 Wo.)KR | Charteinstieg: 1. Juli 2016                                                    |
| 2016 | The Blue Night of Jeju Island (제주도의 푸른 밤) Thanks Band                        | KR11 (12 Wo.)KR | Werbung für Jeju Samdasoo Mineralwasser mit Kyuhyun                            |
| 2016 | Altantis Princess (아틀란티스 소녀) –                                               | — | Erstveröffentlichung: 2016                                                     |
| 2017 | Feel So Fine (날게) My Voice                                                        | KR10 (3 Wo.)KR | Charteinstieg: 3. März 2017                                                    |
| 2017 | Cover Up My Voice                                                                   | KR13 (3 Wo.)KR | Charteinstieg: 3. März 2017                                                    |
| 2017 | I Got Love My Voice                                                                 | KR20 (2 Wo.)KR | Charteinstieg: 3. März 2017                                                    |
| 2017 | Time Lapse My Voice                                                                 | KR21 (2 Wo.)KR | Charteinstieg: 3. März 2017                                                    |
| 2017 | When I Was Wrong My Voice                                                           | KR27 (2 Wo.)KR | Charteinstieg: 3. März 2017                                                    |
| 2017 | Love in Color (수체화) My Voice                                                     | KR28 (2 Wo.)KR | Charteinstieg: 3. März 2017                                                    |
| 2017 | Fire My Voice                                                                       | KR29 (1 Wo.)KR | Charteinstieg: 3. März 2017                                                    |
| 2017 | I’m OK My Voice                                                                     | KR33 (1 Wo.)KR | Charteinstieg: 3. März 2017                                                    |
| 2017 | Lonely Night My Voice                                                               | KR34 (1 Wo.)KR | Charteinstieg: 3. März 2017                                                    |
| 2017 | Sweet Love My Voice                                                                 | KR35 (1 Wo.)KR | Charteinstieg: 3. März 2017                                                    |
| 2017 | Eraser My Voice                                                                     | KR45 (1 Wo.)KR | Charteinstieg: 3. März 2017                                                    |
| 2017 | I Blame on You My Voice                                                             | KR49 (1 Wo.)KR | Charteinstieg: 3. März 2017                                                    |
| 2017 | Curtain Call My Voice                                                               | KR54 (1 Wo.)KR | Charteinstieg: 3. März 2017                                                    |
| 2017 | Let it Snow This Christmas Winter is Coming                                         | KR58 (1 Wo.)KR | Charteinstieg: 15. Dezember 2017                                               |
| 2017 | The Magic of Christmas Time This Christmas Winter is Coming                         | KR65 (1 Wo.)KR | Charteinstieg: 15. Dezember 2017                                               |
| 2017 | Christmas Without You This Christmas Winter is Coming                               | KR82 (1 Wo.)KR | Charteinstieg: 15. Dezember 2017                                               |
| 2017 | Candy Cane This Christmas Winter is Coming                                          | KR88 (1 Wo.)KR | Charteinstieg: 15. Dezember 2017                                               |
| 2017 | I’m All Ears (겨울나무) This Christmas Winter is Coming                             | KR94 (1 Wo.)KR | Charteinstieg: 15. Dezember 2017                                               |
| 2018 | All Night Long (저녁의 이유) Something New                                          | KR72 (1 Wo.)KR | Charteinstieg: 22. Juni 2018 feat. Lucas                                       |
| 2018 | Circus Something New                                                                | KR88 (1 Wo.)KR | Charteinstieg: 22. Juni 2018                                                   |
| 2019 | Blue Four Seasons (사계) (Single)                                                   | KR20 (9 Wo.)KR | Charteinstieg: 29. März 2019                                                   |
| 2019 | Gravity Purpose                                                                     | KR32 (7 Wo.)KR | Charteinstieg: 1. November 2019                                                |
| 2019 | Here I Am Purpose                                                                   | KR34 (5 Wo.)KR | Charteinstieg: 1. November 2019                                                |
| 2019 | Find Me Purpose                                                                     | KR54 (3 Wo.)KR | Charteinstieg: 1. November 2019                                                |
| 2019 | Love You Like Crazy Purpose                                                         | KR55 (3 Wo.)KR | Charteinstieg: 1. November 2019                                                |
| 2019 | Wine Purpose                                                                        | KR65 (3 Wo.)KR | Charteinstieg: 1. November 2019                                                |
| 2019 | Better Babe Purpose                                                                 | KR73 (2 Wo.)KR | Charteinstieg: 1. November 2019                                                |
| 2019 | Do You Love Me? Purpose                                                             | KR78 (2 Wo.)KR | Charteinstieg: 1. November 2019                                                |
| 2019 | LOL (하하하) Purpose                                                                | KR87 (1 Wo.)KR | Charteinstieg: 1. November 2019                                                |
| 2019 | City Love Purpose                                                                   | KR91 (1 Wo.)KR | Charteinstieg: 1. November 2019                                                |
| 2020 | Drawing Our Moments (너를 그리는 시간) Purpose                                      | KR115 (2 Wo.)KR | Charteinstieg: 17. Januar 2020                                                 |
| 2020 | My Tragedy (월식) Purpose                                                           | KR117 (1 Wo.)KR | Charteinstieg: 17. Januar 2020                                                 |
| 2020 | Playlist What Do I Call You                                                         | KR104 (2 Wo.)KR | Charteinstieg: 18. Dezember 2020                                               |
| 2020 | To the Moon What Do I Call You                                                      | KR114 (1 Wo.)KR | Charteinstieg: 18. Dezember 2020                                               |
| 2020 | Galaxy What Do I Call You                                                           | KR117 (1 Wo.)KR | Charteinstieg: 18. Dezember 2020                                               |
| 2020 | Wildfire What Do I Call You                                                         | KR118 (1 Wo.)KR | Charteinstieg: 18. Dezember 2020                                               |
| 2020 | Ahead of Destiny (운명보다 한걸음 빠르게) –                                         | — | Erstveröffentlichung: 2020                                                     |
| 2022 | Some Nights (그런 밤) INVU                                                          | KR41 (7 Wo.)KR | Charteinstieg: 18. Februar 2022                                                |
| 2022 | Toddler (어른아이) INVU                                                             | KR80 (4 Wo.)KR | Charteinstieg: 18. Februar 2022                                                |
| 2022 | Set Myself on Fire INVU                                                             | KR87 (3 Wo.)KR | Charteinstieg: 18. Februar 2022                                                |
| 2022 | Timeless INVU                                                                       | KR95 (4 Wo.)KR | Charteinstieg: 18. Februar 2022                                                |
| 2022 | Siren INVU                                                                          | KR102 (3 Wo.)KR | Charteinstieg: 18. Februar 2022                                                |
| 2022 | Heart (품) INVU                                                                     | KR107 (2 Wo.)KR | Charteinstieg: 18. Februar 2022                                                |
| 2022 | Cold As Hell INVU                                                                   | KR109 (2 Wo.)KR | Charteinstieg: 18. Februar 2022                                                |
| 2022 | You Better Not INVU                                                                 | KR111 (2 Wo.)KR | Charteinstieg: 18. Februar 2022                                                |
| 2022 | No Love Again INVU                                                                  | KR112 (2 Wo.)KR | Charteinstieg: 18. Februar 2022                                                |
| 2022 | Ending Credits INVU                                                                 | KR115 (2 Wo.)KR | Charteinstieg: 18. Februar 2022                                                |
| 2022 | Fly Me to the Moon –                                                                | — | Erstveröffentlichung: 2022                                                     |
| 2023 | Melt Away To. X                                                                     | KR91 (2 Wo.)KR | Charteinstieg: 8. Dezember 2023                                                |
| 2023 | Burn It Down To. X                                                                  | KR99 (2 Wo.)KR | Charteinstieg: 8. Dezember 2023                                                |
| 2023 | Nightmare (악몽) To. X                                                              | KR107 (1 Wo.)KR | Charteinstieg: 8. Dezember 2023                                                |
| 2023 | All for Nothing To. X                                                               | KR104 (2 Wo.)KR | Charteinstieg: 8. Dezember 2023                                                |
| 2023 | Fabulous To. X                                                                      | KR136 (1 Wo.)KR | Charteinstieg: 8. Dezember 2023                                                |
| 2024 | Hot Mess Letter to Myself                                                           | KR111 (1 Wo.)KR | Charteinstieg: 18. November 2024                                               |
| 2024 | Blue Eyes Letter to Myself                                                          | KR113 (1 Wo.)KR | Charteinstieg: 18. November 2024                                               |
| 2024 | Strangers Letter to Myself                                                          | KR141 (1 Wo.)KR | Charteinstieg: 18. November 2024                                               |
| 2024 | Blur Letter to Myself                                                               | KR115 (1 Wo.)KR | Charteinstieg: 18. November 2024                                               |
| 2024 | Disaster Letter to Myself                                                           | KR121 (1 Wo.)KR | Charteinstieg: 18. November 2024                                               |

### Als Gastmusikerin
| Jahr | Titel Album                                                         | Höchstplatzierung, Gesamtwochen, AuszeichnungChartsChartplatzierungen (Jahr, Titel, Album, Platzierungen, Wochen, Auszeichnungen, Anmerkungen) | Anmerkungen                                                                      |
| Jahr | Titel Album                                                         | KR | Anmerkungen                                                                      |
| ---- | ------------------------------------------------------------------- | --- | -------------------------------------------------------------------------------- |
| 2004 | You Bring Me Joy (Part 2) The One                                   | — | Erstveröffentlichung: 8. September 2004 The One feat. Taeyeon                    |
| 2015 | Shake That Brass Beautiful                                          | KR17 (5 Wo.)KR | Erstveröffentlichung: 13. Februar 2015 Amber feat. Taeyeon                       |
| 2015 | Scars Deeper Than Love Yim Jae Bum 30th Anniversary Album Project 1 | KR53 (2 Wo.)KR | Erstveröffentlichung: 10. September 2015 Yim Jae-beom feat. Taeyeon              |
| 2015 | If This World Was a Perfect Place Go Hard Pt. 1                     | KR25 (1 Wo.)KR | Erstveröffentlichung: 24. November 2015 Verbal Jint feat. Taeyeon                |
| 2016 | Don’t Forget (잊어버리지마) –                                       | KR2 (36 Wo.)KR | Erstveröffentlichung: 21. Januar 2016 Verkäufe: + 2.500.000; Crush feat. Taeyeon |
| 2017 | Lonely Story Op. 2                                                  | KR1 (18 Wo.)KR | Erstveröffentlichung: 24. April 2017 Jonghyun feat. Taeyeon                      |
| 2019 | Angel –                                                             | — | Erstveröffentlichung: 1. Mai 2019 Chancellor feat. Taeyeon                       |
| 2021 | If I Could Tell You Advice                                          | KR198 (1 Wo.)KR | Erstveröffentlichung: 18. Mai 2021 Taemin feat. Taeyeon                          |
| 2021 | Hate that... –                                                      | KR46 (2 Wo.)KR | Erstveröffentlichung: 30. August 2021 Key feat. Taeyeon                          |
| 2024 | Time Machine Youth                                                  | KR119 (1 Wo.)KR | Erstveröffentlichung: 18. Mai 2021 Doyoung feat. Taeyeon & Mark                  |

### Beiträge für Soundtracks
| Jahr | Titel Album                                              | Höchstplatzierung, Gesamtwochen, AuszeichnungChartsChartplatzierungen (Jahr, Titel, Album, Platzierungen, Wochen, Auszeichnungen, Anmerkungen) | Anmerkungen                                                             |
| Jahr | Titel Album                                              | KR | Anmerkungen                                                             |
| ---- | -------------------------------------------------------- | --- | ----------------------------------------------------------------------- |
| 2008 | If (만약에) –                                            | — | Hong Gil-dong (TV-Serie)                                                |
| 2008 | Can You Hear Me (들리나요...) –                          | — | Beethoven Virus (TV-Serie)                                              |
| 2009 | I’s Love (사랑인걸요) –                                  | — | Heading to the Ground (TV-Serie) mit Sunny                              |
| 2010 | I Love You (사랑해요) –                                  | KR2 (13 Wo.)KR | Athena: Goddess of War (TV-Serie)                                       |
| 2012 | Missing You Like Crazy (미치게 보고싶은) –               | KR2 (13 Wo.)KR | The King 2 Hearts (TV-Serie)                                            |
| 2012 | Closer (가까이) –                                        | KR7 (6 Wo.)KR | To the Beautiful You (TV-Serie)                                         |
| 2013 | And One (그리고 하나) –                                  | KR2 (11 Wo.)KR | That Winter, the Wind Blows (TV-Serie)                                  |
| 2013 | Bye –                                                    | KR21 (2 Wo.)KR | Mr. Go (Film)                                                           |
| 2014 | Colorful (컬러풀) –                                      | — | Promo für JTBC                                                          |
| 2014 | Love, that One Word (사랑 그 한마디) –                   | KR8 (9 Wo.)KR | You’re All Surrounded (TV-Serie)                                        |
| 2016 | All With You –                                           | KR14 (4 Wo.)KR | Moon Lover: Scarlet Heart Ryeo                                          |
| 2016 | Atlantis Princess (아틀란티스 소녀) –                    | — | Werbung für Sword and Magic (Computerspiel) Original gesungen von BoA   |
| 2017 | Rescue Me –                                              | — | Final Life: Even if You Disappear (Japanische Serie)                    |
| 2019 | All About You (그대라는 시) Hotel del Luna OST Part 3    | KR1 Platin (Streaming) · (77 Wo.)KR | Erstveröffentlichung: 21. Juli 2019 Hotel del Luna (TV-Serie)           |
| 2019 | Into the Unknown (숨겨진 세상) Frozen 2                  | KR26 (19 Wo.)KR | Erstveröffentlichung: 5. November 2019 Frozen 2 (Film)                  |
| 2020 | Kiss Me (내일은 고백할게) Do You Like Brahms? OST Part 5 | KR59 (5 Wo.)KR | Erstveröffentlichung: 15. September 2020 Do You Like Brahms? (TV-Serie) |
| 2021 | Little Garden (나의 작은 정원) Jirisan OST               | KR113 (1 Wo.)KR | Erstveröffentlichung: 28. November 2021                                 |
| 2022 | By My Side (내 곁에) Our Blues OST                       | KR88 (1 Wo.)KR | Erstveröffentlichung: 2022                                              |
| 2022 | You and Me (너와 나 사이) If You Wish Upon Me OST        | KR150 (1 Wo.)KR | Erstveröffentlichung: 2022                                              |
| 2023 | Dream (꿈) Welcome to Samdal-ri OST                      | KR18 (40 Wo.)KR | Erstveröffentlichung: 17. Dezember 2023                                 |

grau schraffiert: keine Chartdaten aus diesem Jahr verfügbar

## Musikvideos
| Jahr | Titel                                                          | Regisseur(e)                              |
| ---- | -------------------------------------------------------------- | ----------------------------------------- |
| 2014 | Breath (숨소리) (mit Jonghyun)                                 | Son Young & Jeon Sung-jin                 |
| 2015 | Shake that Brass (Amber feat. Taeyeon)                         | Zanybros                                  |
| 2015 | I (feat. Verbal Jint)                                          | Zanybros                                  |
| 2016 | Rain                                                           | August Frogs                              |
| 2016 | The Blue Night of Jeju Island (제주도의 푸른 밤) (mit Kyuhyun) | Pluto Sound Group                         |
| 2016 | Starlight (feat. Dean)                                         | Purple Straw Film (fka. Röntgen)          |
| 2016 | Why                                                            | Purple Straw Film (fka. Röntgen)          |
| 2016 | Why (Tanz Version)                                             | Yim Sung-kwan (Purple Straw Film)         |
| 2016 | 11:11                                                          | Shin Hee-won                              |
| 2017 | I Got Love                                                     | Kim Woo-je (Etui Collective)              |
| 2017 | Fine                                                           | Seong Chang-won                           |
| 2017 | Make Me Love You                                               | Oui Kim (GDW)                             |
| 2017 | This Christmas                                                 | Shin Hee-won                              |
| 2018 | I’m All Ears (겨울나무)                                        | Unbekannt                                 |
| 2018 | Something New                                                  | Min Je-hong                               |
| 2018 | Stay                                                           | Unbekannt                                 |
| 2018 | Page 0 (mit MeloMance)                                         | Koh Inkon (Better Taste Studio)           |
| 2019 | Four Seasons (사계)                                            | Lee Rae-kyung (BTS Film)                  |
| 2019 | Voice                                                          | Kensaku Kakimoto                          |
| 2019 | Spark (불티)                                                   | Lee In-hoon (Segaji Video)                |
| 2020 | Dear Me (내게 들려주고 싶은 말)                                | Lee In-hoon (Segaji Video)                |
| 2020 | Happy                                                          | Lee Hye-in (2eehyeinfilm)                 |
| 2020 | #GirlsSpkOut (feat. Chanmina)                                  | Shin Hee-won                              |
| 2020 | Let Me Go (놓아줘) (Crush feat. Taeyeon)                       | Woogie Kim                                |
| 2020 | Ahead of Destiny (운명보다 한걸음 빠르게)                      | Unbekannt                                 |
| 2020 | What Do I Call You                                             | Lee Hye-in (2eehyeinfilm)                 |
| 2021 | Weekend                                                        | Kim In-tae (AFF)                          |
| 2022 | Can’t Control Myself                                           | Shin Hee-won                              |
| 2022 | INVU                                                           | Sam Son (Son Seung-hee) (HighQualityFish) |
| 2022 | INVU (Zhu Remix)                                               | Unbekannt                                 |
| 2023 | To. X                                                          | Unbekannt                                 |
| 2024 | Heaven                                                         | Song Tae-jong                             |
| 2024 | Letter to Myself                                               | Unbekannt                                 |

## Statistik

### Chartauswertung
|                     | KR     | JP    |
| ------------------- | ------ | ----- |
| Nummer-eins-Alben   | KR3KR  | JP—JP |
| Top-10-Alben        | KR11KR | JP2JP |
| Alben in den Charts | KR12KR | JP8JP |

|                       | KR      |
| --------------------- | ------- |
| Nummer-eins-Singles   | KR8KR   |
| Top-10-Singles        | KR30KR  |
| Singles in den Charts | KR118KR |

### Auszeichnungen für Musikverkäufe
Anmerkung: Auszeichnungen in Ländern aus den Charttabellen bzw. Chartboxen sind in ebendiesen zu finden.
| Land/RegionAuszeichnungen für Musikverkäufe (Land/Region, Auszeichnungen, Verkäufe, Quellen) | Gold | Platin     | Verkäufe  | Quellen        |
| -------------------------------------------------------------------------------------------- | ---- | ---------- | --------- | -------------- |
| Südkorea (KMCA)                                                                              | —    | 6× Platin6 | 2.500.000 | circlechart.kr |
| Insgesamt                                                                                    | —    | 6× Platin6 |           |                |